# 天主教阿维尼翁总教区
天主教阿维尼翁总教区是罗马天主教在法国南部设立的一个总教区，范围相当于普罗旺斯-阿尔卑斯-蓝色海岸大区的沃克吕兹省。现任总主教让-皮埃尔·玛丽·卡特诺兹。
阿维尼翁教区成立于4世纪，1475年升格为总教区，附属教区有卡庞特拉教区、韦森教区和卡瓦永教区。1801年这些教区合并，并降格为阿维尼翁教区，附属于天主教艾克斯总教区。1822年恢复阿维尼翁总教区，附属教区为維維耶教区、瓦朗斯教区、尼姆教区和蒙彼利埃教区。
2002年12月16號，阿維尼翁總教區的教省解散，並被降格為馬賽總教區的教省附屬教區，原先的附屬教區則分到其他教省。2009年才重新獲得總教區的頭銜，不依然從屬於馬賽總教區。